# Euxoa arvernensis
Euxoa arvernensis là một loài bướm đêm trong họ Noctuidae.